# Aerea alticephala
Aerea alticephala är en spindelart som beskrevs av Arthur Urquhart 1891. Aerea alticephala ingår i släktet Aerea och familjen hjulspindlar.
Artens utbredningsområde är Tasmanien. Inga underarter finns listade i Catalogue of Life.